# 볼리비아쌀쥐
볼리비아쌀쥐 또는 긴수염쌀쥐(Transandinomys bolivaris)는 비단털쥐과 안데스횡단쌀쥐속에 속하는 설치류이다. 온두라스 북동부 지역부터 에콰도르 서부의 해발 최대 1800m의 습윤 숲에서 발견된다. 에콰도르에서 1901년 처음 기재된 이후 6개의 학명이 도입되었지만 1998년까지 같은 종인지 여부는 확인되지 않았으며, 학명 Oryzomys bombycinus은 1912년 파나마에서 기재된 이후 오랫동안 알려져 왔다. 볼리비아쌀쥐(Oryzomys bolivaris)는 2006년에 탈라만카쌀쥐(Transandinomys talamancae, 이전 학명 Oryzomys talamancae)와 함께 새로운 별도의 속 안데스횡단쌀쥐속(Transandinomys)으로 옮겨졌다.